# コドナ
コドナ（Codona）は、1979年、1981年、1983年にECMレーベルから3枚のセルフタイトルのアルバムをリリースしたフリー・ジャズおよびワールド・フュージョン・グループである。
このトリオは、ドン・チェリー（トランペット、鍵盤ハーモニカ、オルガン）、コリン・ウォルコット（タブラ、シタール、パーカッション）、ナナ・ヴァスコンセロス（ビリンバウ、パーカッション、ボーカル）で構成されていた。
グループの名前は、各メンバーのファーストネームの最初2文字（Collin Walcott、Don Cherry、Nana Vasconcelos）から付けられている。

## ディスコグラフィ

### スタジオ・アルバム
- 『スカイ』 - Codona  (1979年、ECM) ※日本盤はコリン・ウォルコット、ドン・チェリー、ナナ・ヴァスコンセロス連名[5]
- 『コドナ』 - Codona 2 (1981年、ECM) ※日本盤はコリン・ウォルコット、ドン・チェリー、ナナ・ヴァスコンセロス連名[6]
- Codona 3 (1983年、ECM)[7]

### コンピレーション・アルバム
- The Codona Trilogy (2009年、ECM) ※3枚のアルバムをパッケージしたもの